# Zedelijkheidswet
De Zedelijkheidswet is een Nederlandse wet van 20 mei 1911 tot wijziging van het Wetboek van Strafrecht (Sr) ten aanzien van zedendelicten. 

## Inhoud Zedelijkheidswet
De wet is afkomstig van het kabinet-Heemskerk, en is van de hand van minister van Justitie Edmond Robert Hubert Regout. In de wet werd abortus (artikel 251bis) strenger bestraft, en vrouwenhandel (artikel 250ter) en gokken verboden. Daarnaast werden bordelen en overige exploitatie van prostitutie verboden (artikel 250bis, zie landelijk bordeelverbod van 1911). Artikel 432, derde lid, stelde de souteneur strafbaar. Op 1 oktober 2000 zijn deze strafbaarstellingen weer vervallen.
Homoseksualiteit was sinds het Franse bewind niet meer strafbaar, maar met de wet van 1911 werden homoseksuele contacten van iemand van 21 jaar of ouder met iemand jonger dan 21 jaar verboden (artikel 248bis), terwijl de minimumleeftijd 16 jaar was en voor heteroseksuele contacten ook bleef (artikel 247). Duizenden personen zijn vervolgd, met een hoogtepunt in de jaren vijftig van de twintigste eeuw. Artikel 248bis is vervallen in 1971, waardoor de minimumleeftijd ook voor homoseksuele contacten weer 16 jaar is geworden.
Onder de pornografie-bepalingen (artikel 240) vielen vanaf 1911 naast afbeeldingen en "vliegende blaadjes" ook boeken. Naast verspreiden, openlijk tentoonstellen, aanslaan en ter verspreiding in voorraad hebben werd nu ook de vervaardiging strafbaar. Het bezit van alle soorten pornografie was en bleef in 1911 toegestaan. Het algemene pornografieverbod werd in 1986 opgeheven.
De wet van 1911 bevatte ook een verbod op het openlijk tentoonstellen en verkopen van voorbehoedsmiddelen; dit kwam in 1970 weer te vervallen.

## Kritiek
Volgens sommigen legden confessionelen met deze wet hun moraal op aan de rest van de samenleving. De Zedelijkheidswet werd vaak aangemerkt als preuts (overdreven zedig, gemaakt eerbaar), en raakte vooral vanaf de jaren ’60 onder sterke kritiek. Geleidelijk zijn veel elementen uit deze wet dan ook later weer ingetrokken.